# Douglas Engelbart
Douglas Carl Engelbart (30. ledna 1925 – 2. července 2013) byl americký vynálezce a průkopník v počítačové a internetové technologii. Je nejznámější pro svou práci nad problémy interakce člověk-počítač, kde vynalezl jako první počítačovou myš, dále rozvíjel hypertext, počítačové sítě a vytvořil předchůdce grafického uživatelského prostředí (GUI).
Navrhl strategii, kterou nazval „bootstrapping strategy“. Tato strategie obsahovala soupis principů, jak organizovat vývoj nové techniky, a pomohla urychlit tempo celosvětových inovací.

## Mládí a vzdělání
Narodil se v Portlandu ve státě Oregon 30. ledna 1925 jako syn Carla Louis Engelbarta a Gladys Amelia Charlotte Munson Engelbartové. Pocházel z německé, švédské a norské generace. Byl prostřední ze tří dětí, se sestrou Dorianne (o 3 roky starší) a bratrem Davidem (o 14 měsíců mladší). V mládí žil v Portugalsku, v 9 nebo 10 letech, po smrti svého otce, se však přestěhoval na venkov do Jahnson Creeku. V letech 1942 absolvoval portlandskou Franklinovu Vysokou školu. V polovině vysokoškolského studia na Oregon State University (tehdy pod názvem Oregon State College) na konci druhé světové války byl povolán do amerického námořnictva, kde sloužil dva roky jako radarový technik na Filipínách. Tam také poprvé četl článek Vannevara Bushe „As We May Think“ (Jak můžeme myslet), který jej v budoucnosti významně inspiroval. Po válce se vrátil na Oregonskou státní univerzitu a v roce 1948 zde získal bakalářský titul v oboru elektrotechniky.

## Kariéra a úspěchy
Jeho kariéra byla ovlivněna v roce 1951, když se zasnoubil a uvědomil si, že nemá jiné cíle než získání dobrého vzdělání a slušné práce.
V průběhu několika měsíců vyvodil, že:
1. by se měl zaměřit na svou kariéru na to, aby byl svět lepším místem;
2. aby se svět stal lepším místem, vyžaduje nějaké organizované úsilí;
3. klíčem k řešení bylo využití kolektivního lidského myšlení, které přispívá k efektivnějšímu řešení;
4. počítače mohou být prostředkem k výraznému zlepšení této schopnosti.

V roce 1945 četl se zájmem článek spisovatele Vannevara Bushe "As We May Think", ohlas armády pro tvorbu široce dostupných znalostí. V tomto článku přečetl něco o počítačích (o poměrně novém jevu); ze své zkušenosti radarového technika věděl, že informace by mohly být analyzovány a zobrazovány na obrazovce. Zapsal se jako absolvent elektrotechnické školy na University of California v Berkeley, kde promoval v roce 1953 s titulem MS a v roce 1955 s titulem Ph.D. Jako postgraduální student v Berkeley pomohl při výstavbě Kalifornského digitálního počítače známého jako projekt CALDIC. Po dokončení Ph.D. zůstal v Berkeley jako asistent, kde rok učil a pak odešel, když mu bylo jasné, že tam nemůže realizovat svou vizi. V roce 1957 postavil Stanford Research Institute (SRI) v Menlo Park. Zpočátku pracoval pro Hewitta Crane na magnetických zařízení a miniaturizaci elektroniky, stali se celoživotními přáteli.

## Vývoj grafického rozhraní počítače
U SRI získal postupně více než deset patentů a roku 1962 vydal zprávu o své vizi s návrhem plánu výzkumu. To vedlo k financování od agentury ARPA (od roku 1972 DARPA) a možnost zahájení své práce. Sestavil výzkumný tým do svého nového výzkumného centra Augmentation Research Center (ARC, laboratoř, kterou založil v SRI) a stal se hnací silou v navrhování a vývoji on-line systému NLS (oN Line System). On a jeho tým vyvinul počítač s prvním grafickým uživatelským rozhraním (tj. okna a myš). K tomu potřeboval bitmapovou obrazovku (tj. framebuffer), počítačová myš, použil odkazy (hypertext) a vymyslel další podpůrné mechanismy pro grafické uživatelské rozhraní i jiné usnadnění ovládání počítače. Nebyl však schopen ani po šesti letech vývoje systému NLS převést všechny nápady do funkčního a obchodně úspěšného produktu. Jeho tým byl (bez něj) přetažen do laboratoří Xeroxu, kde byl použitelný produkt vyvinut pod označením WIMP. Zde pak grafické rozhraní viděl například Steve Jobs a založil na něm úspěch své firmy Apple.

## Počítačová myš

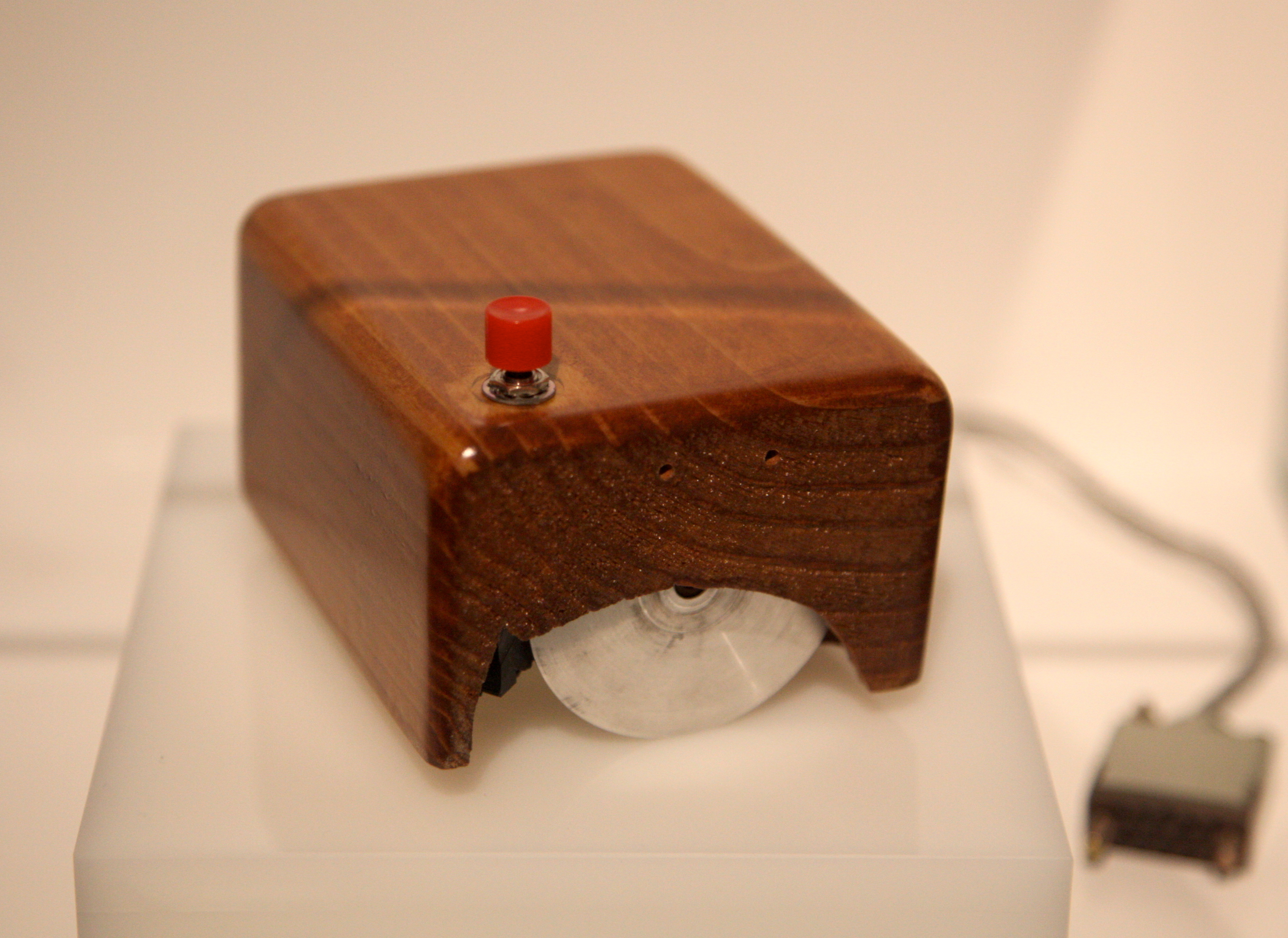
Replika původní myši Douglase Engelbarta (Nexon Computer Museum)

Douglas Engelbart vyvinul mnoho nápadů grafického uživatelského prostředí již v roce 1960, dlouho před revolucí osobních počítačů, v době, kdy se většina lidí držela dál od počítačů a používala je pouze prostřednictvím zprostředkovatelů. V roce 1967 požádal o patent, který získal v roce 1970 na dřevěnou krabičku se dvěma kovovými koly (počítačová myš – US Patent 3541541), kterou Douglas vymyslel a fyzicky ji vyrobil jeho přítel a inženýr Bill English. Bill English musel v roce 1971 odejít do Xeroxu, Xerox patent zakoupil a teprve zde ji Bill English opatřil kuličkou, která umožňovala snadné ovládání.

## ARPANET
ARPANET byl předchůdcem toho, čemu dnes říkáme Internet. První zpráva prostřednictvím ARPANETu byla poslána programátorem Charley Klinem studentům UCLA v 10:30 hod., 29. října 1969. Součástí původní čtyřuzlové sítě byly SRI, UCLA, UCSB a Univerzity of Utah. Celá čtyřuzlová síť byla spojena 5. prosince 1969. ARC se brzy stal prvním informačním centrem nové počítačové sítě, proto řídil adresář pro připojení mezi všemi uzly APRANET.

## Další práce a dědictví
Stal se zakladatelem emeritního institutu Doug Engelbart Institute, který založil v roce 1988 se svou dcerou Christin Engelbartovou, která je nyní výkonnou ředitelkou. Institut podporuje jeho filozofii posílení kolektivního IQ-pojetí pro výrazné zlepšení společného řešení důležitých problémů pomocí strategického bootstrapping přístupu i pro urychlení našeho pokroku směrem k cíli.